# Dominik Lisiecki
Dominik Lisiecki krypt.: D. L., (ur. 6 stycznia 1801 na Podlasiu, (Żeliszew?), zm. 15 kwietnia 1846 w Warszawie) – prawnik, dziennikarz, poeta, tłumacz, wolnomularz.

## Życiorys
Syn Wawrzyńca i Wiktorii z Rzewuskich, ze szlachty podlaskiej, pierwsze nauki Lisiecki pobierał w Sejnach, później uczęszczał do Liceum Warszawskiego, które ukończył około roku 1818, po czym studiował prawo na UW. W roku 1821 uzyskał magisterium z zakresu praw i administracji. Jeszcze w czasie studiów był działaczem liberalnych stowarzyszeń akademickich (Rada Związku Akademickiego) i bywalcem Gospody Akademickiej. Wkrótce (1821) podjął pracę w Komisji Rządowej Przychodów i Skarbu, ówczesnym fiskusie i później w Dyrekcji Generalnej Kontroli (doszedł do stanowiska naczelnika wydziału), odpowiadającej obecnej NIK. Jednocześnie wykładał przez krótki czas kurs nauk administracyjnych w Szkole Leśnictwa. Uczestnik zebrań literackich "Pod Kopciuszkiem" i obiadów W. Krasińskiego
Po wybuchu powstania listopadowego wstąpił w szeregi warszawskiej Gwardii Narodowej. W dwa lata po klęsce powstania (1833) opuścił Warszawę i osiadł w swym rodowym majątku Żeliszewie blisko Siedlec. Brał czynny udział w pracach Towarzystwa Kredytowego Ziemskiego.
Lisiecki był żonaty z Emilią Gostomską i miał syna. Umarł młodo (w wieku 45 lat), 15 kwietnia 1846 w Warszawie. Pochowany został w katakumbach warszawskich Powązek w bezimiennym grobie.

## Twórczość
Od 18 roku życia Lisiecki próbował swych sił jako literat: od przełomu roku 1819/1820 do 21 września 1821 kierował (jako szef redakcji literackiej) wraz z Franciszkiem Dmochowskim i Franciszkiem Godebskim tygodnikiem "Wanda, tygodnik polski płci pięknej i literaturze poświęcony", w latach późniejszych (przedpowstaniowych) był współwydawcą "Dziennika Akademickiego", wkrótce zabronionego przez władze. Współpracował także z "Tygodnikiem Polskim i Zagranicznym" B. Kicińskiego. Udzielał się także jako tłumacz literatury francuskiej, przekładając dzieła Moliera, Woltera i Pierre Corneille'a.

### Ważniejsze utwory
1. Pan Pożyczka. Komedia w 1 akcie wierszem. Grana pierwszy raz na Teatrze Narodowym warszawskim dnia 3 marca 1822 r., rękopis: Ossolineum, sygn. 10626/I
2. Nowy Rok. Scena alegoryczna, wyst. Warszawa 23 grudnia 1822, współautor: K. Godebski
3. List menipejski do Franciszka Salezego Dmochowskiego, powst. po roku 1825; wiersze w rękopisie Biblioteki PAN Kraków, sygn. 716; fragmenty ogł. A. Bar: Kumoszki na Parnasie, Kraków 1947, s. 80-81, 295-928
4. Ordynackie. Ballada, powst. około roku 1826, ogł. F. S. Dmochowski: Wspomnienia od 1806 do 1830 r., Warszawa 1858, s. 369-372; także wyd. następne Warszawa 1959, "Biblioteka Pamiętników Polskich i Obcych"; przedr. P. Hertz w: Zbiór poetów polskich XIX w. ks. 2, Warszawa 1961
5. Wiersze w rękopisie: Biblioteka PAN Kraków, sygn. 614 (Zbiór wierszy z różnych autorów w początku XIX w. żyjących).

Wiersze i artykuły Lisieckiego ogłaszano w czasopismach: "Biblioteka Polska" (1825-1826), "Dziennik Akademicki" (pisany w roku 1820; rękopis: Biblioteka PAN Kraków, sygn. 752), "Flora" (tu m.in.: Triolet do zegarka, 1821), "Tygodnik Polski i Zagraniczny" (1818-1820), "Wanda" (tu m.in.: Do złapanych jaskółek, 1820, t. 1; Wszystko upływa, 1820, t. 2; Oddalenie się bez powrotu, 1820, t. 2; Odpowiedź na recenzję Nieszporów sycylijskich... 1821, t. 1). Druk pt. Pisma rozmaite Franciszka Dmochowskiego i Dominika Lesieckiego(!) t. 1-3, Warszawa 1821 – jest wydaniem tytułowym czasopisma "Wanda" 1821, t. 1, 3-4 i zawiera również utwory innych autorów.
Kilka wierszy Lisieckiego przedr. P. Hertz, jak wyżej poz. 4; Cz. Zgorzelski: Ballada polska, Wrocław (1962), "Biblioteka Narodowa" seria I, nr 177.

### Przekłady
1. Voltaire: Śmierć Cezara, wyst. Warszawa 1818; Wilno 29 listopada 1821; rękopis znajdował się w Bibliotece Zamoyskich, sygn. 1039
2. C. J. Delavigne: Nieszpory sycylijskie. Tragedia w 5 aktach, Warszawa 1820; fragm.: "Wanda" 1820; "Dziennik Akademicki" 1820 (rękopis: Biblioteka PAN Kraków, sygn. 752)
3. Molière: Kto się kocha, ten się kłóci. Komedia w 2 aktach, wyst. Warszawa 15 grudnia 1820, wyd. Warszawa 1820, (współtłumacz: F. S. Dmochowski)
4. J. F. Collin d'Harleville: Niestały. Komedia w 3 aktach. Wolny przekład... Wystawione po raz pierwszy na Teatrze Narodowym warszawskim d. 29 kwietnia 1821 r., Warszawa 1821
5. A. Lamartine: Dumania poety, Warszawa 1822, fragmenty przedr. F. S. Dmochowski, "Biblioteka Warszawska" 1847, t. 2, s. 357-362
6. P. Corneille: Polieukt. Tragedia, wyst.: Warszawa, Wilno; niewydana, (inform. F. S. Dmochowski)
7. C. J. Delavigne: Szkoła starców. Komedia, wyst. Warszawa, fragm. z rękopisu wyd. F. S. Dmochowski, "Biblioteka Warszawska" 1847, t. 2, s. 363-371
8. G. G. Byron: Korsarz, fragm., (inform. Estreicher)
9. Gdzie się kurzy z komina, czyli żarłok bez pieniędzy. Wodewil w 1 akcie, z francuskiego przerobiony, rękopis: Ossolineum, sygn. 10590/I.

### Prace edytorskie
- H. Dąbrowski: Historia Legii pierwszej. Z pism... przez... zebrana, "Wanda" 1820, t. 1.

### Listy
- Do F. S. Dmochowskiego, fragm. korespondencji z rękopisów Biblioteki PAN Kraków, sygn. 716-717; ogł.: J. Korpała, "Pamiętnik Literacki" rocznik 28 (1931), s. 554-602; A. Kowalska: Momus Alojzego Żółkowskiego, Warszawa 1956 (aneks).